# 本多力
本多 力（、1979年6月12日 - ）は、日本の俳優、声優、ラジオパーソナリティ。

## 経歴
京都府京都市出身で、実家は下京区の養蓮寺。1998年に立命館大学産業社会学部に入学後、同年9月から同志社大学内の演劇サークル「演劇集団Q」に加入。当時の芸名は「星ポエム」。役者になりたいというより劇団員になりたいという気持ちが強かったため、その時点で夢が叶ってしまったという。
その後、1999年5月から、当時同志社小劇場内で活動していた「ヨーロッパ企画」に参加。同年の第2回公演『翼よごらんあれが恋の灯だ』以降、ほぼ全ての本公演作品に出演している。本公演のほか、ヨーロッパ企画内の派生ユニット「ヨーロッパ企画 イエティ」のプロデュース公演や諏訪雅が脚本・演出・制作を手がけた諏訪ミュージカル企画『夢！鴨川歌合戦』（2014年3月）にも出演。ヨーロッパ企画以外の外部の舞台や、テレビドラマ・映画にも出演している。
また、最近ではNHK Eテレでヨーロッパ企画が脚本や出演などで関わっている番組（学校放送番組を含む）が複数あることから、レギュラー出演している『ことばドリル』や『銀河銭湯パンタくん』（声優として出演）などNHK Eテレでの出演もある。その他、2007年10月からはKBS京都ラジオにて、永野宗典とともにラジオパーソナリティを担当している『永野・本多の劇的ラジオ』を放送している。
2019年に劇団贅沢貧乏の田島ゆみかと結婚。2020年に女児が誕生。
俳優のムロツヨシとは映画『サマータイムマシン・ブルース』で共演して以来、交友があるらしく、公式Twitter（現X）でも彼の作品を紹介している。2022年9月1日付で劇団ヨーロッパ企画を運営する株式会社オポスからムロツヨシが所属する事務所「ash&A（アッシュアンドエー）」に移籍。同年12月1日、24年間在籍したヨーロッパ企画からも退団する意向を劇団のHPを通じて発表した。

## 出演
「(ヨーロッパ企画関連)」という記号を付したものは、ヨーロッパ企画主宰である上田誠やヨーロッパ企画メンバーが脚本や演出等に関わった作品である。

### 舞台
- TEAM NACS 15th project「5D-FIVE DIMENSIONS-」戸次重幸公演「totsugi式」（2011年6月10日 - 6月30日）
- muro式.「トイ」（2025年4月5日 - 6月1日）[9]
- 舞台リトルビット「リトルサマー」（2025年6月25日 - 29日〈予定〉） - 声の出演[10]

### 映画
- サマータイムマシン・ブルース（2005年） - 田村明 役
- 交渉人 真下正義　(2005年)
- Flying Boat Froat　飛行艇、浮かぶ（2007年）
- そのときは彼によろしく（2007年） - 松岡郁生 役
- フライング・ラビッツ（2008年）
- しあわせのパン（2012年） - 郵便屋さん 役
- ゆれもせで（2012年）
- コドモ警察（2013年）
- サムライフ（2015年） - ディレクター 役
- 海難1890（2015年）
- アニバーサリー 「＃地上300ｍのタダオ」（2016年）
- ぼくは明日、昨日のきみとデートする（2016年）
- 食べられる男（2016年）
- ジャンクション29（2019年） - 加藤正 役
- 前田建設ファンタジー営業部（2020年1月31日、バンダイナムコアーツ・東京テアトル） - チカダ 役[11]
- ドロステのはてで僕ら（2020年） - イシヅカ 役
- リトル・サブカル・ウォーズ 〜ヴィレヴァン!の逆襲〜（2020年10月23日、イオンエンターテイメント） - 山本昌男 役[12]
- 99.9-刑事専門弁護士-THE MOVIE（2021年12月30日、松竹） - 裁判長 役
- 極主夫道 ザ・シネマ（2022年） - 三宅亮 役[13][14]
- ひみつのなっちゃん。（2023年1月13日） -葬儀屋 内藤和彦 役
- 翔んで埼玉 〜琵琶湖より愛をこめて〜（2023年11月23日）京都人の男 役[15]
- 身代わり忠臣蔵（2024年2月9日） - 堀江半右衛門 役[16]
- 逃走中 THE MOVIE:TOKYO MISSION（2024年7月19日） - パンパンジー 役[17]
- 35年目のラブレター（2025年3月7日） - 一秀 役[18]

### テレビドラマ
- ですよねぇ。（2006年、TBS）
- ファースト・キス 第2話（2007年7月16日、フジテレビ）
- ガリレオ 第1話（2007年10月15日、フジテレビ） - 大学生 役
- スミレ16歳!!（2008年、BSフジ）
- 1分半劇場 御手洗ゼミの理系な日常（2008年、TBS） - 小山 役[19]
- 33分探偵 第4話（2008年8月23日、フジテレビ） - 後藤信吾 役
- 歓喜の歌（2008年9月7日、テレビ朝日・北海道テレビ） - 司会者・小野 役
- 藤子・F・不二雄のパラレル・スペース『かわい子くん』(ヨーロッパ企画関連)（2008年11月21日、WOWOW） - 主演・茂手内健太郎 役
- 乙男（2009年、フジテレビ）
- 猿ロック episode5（2009年10月2日・9日、読売テレビ） - 東秋彦 役
- TAXMEN（2010年、東京MXテレビ）
- 宇宙犬作戦 第7話（2010年9月3日、テレビ東京） - ミーズ連邦軍 役
- コドモ警察（2012年4月19日 - 6月28日、MBS / 4月17日 - 6月19日、TBS） - 武藤弘康 役
- ドラゴン青年団(ヨーロッパ企画関連)（2012年7月19日 - 9月27日、MBS / 7月17日 - 9月25日、TBS） - タモツ 役
- モメる門には福きたる（2013年、東海テレビ）
- おとりよせ王子 飯田好実(ヨーロッパ企画関連)（2013年4月27日 - 7月6日、メ〜テレ） - 宅配男・木下典人 役
- たべるダケ（2013年7月12日 - 9月27日、テレビ東京） - 男性社員B 役
- 天魔さんがゆく 第7話（2013年9月2日、MBS） - 昔ファッションの男 役
- 新解釈・日本史（2014年4月28日 - 6月23日、MBS / 4月30日 - 6月25日、TBS）
- 素敵な選TAXI 最終話（2014年12月16日、関西テレビ） - 美容院の客 役
- 雨天中止ナイン（2014年5月12日 - 6月2日、テレビ東京） - ホンダ 役[20]
- 闇の伴走者 第2話（2015年4月18日、WOWOW） - 岡崎 役[21]
- AKBホラーナイト アドレナリンの夜 第29話「胎教」（2016年1月21日、テレビ朝日）
- 闇金ウシジマくん Season3 （2016年7月18日 - 9月19日、MBS・TBS） - 小瀬章（コセちん） 役
- 家売るオンナ（2016年7月13日 - 9月14日、日本テレビ） - 宅間剛太 役
  - 帰ってきた家売るオンナ（2017年5月26日）
  - 家売るオンナの逆襲（2019年1月9日 - 3月13日）
- AKBラブナイト 恋工場 第28話「観覧車のジンクス」（2016年7月28日、ビデオパス・テレ朝動画） - 博明 役
- 貴族探偵 第9話（2017年6月12日、フジテレビ） - 横内刑事 役
- 警視庁いきもの係（2017年8月6日・8月27日、フジテレビ） - 矢吹 役
- ウチの夫は仕事ができない 第7話（2017年8月19日、日本テレビ） - 加納力弥 役
- あいの結婚相談所 最終話（2017年9月1日、テレビ朝日） - 長田達夫 役
- トットちゃん!（2017年10月 - 12月、テレビ朝日） - 児玉久興 役
- やれたかも委員会（2018年1月27日 - 3月10日、AbemaTV） - パラディソ 役[22]
- コンフィデンスマンJP 第6話（2018年5月14日、フジテレビ） - 考古学マニア 役
- チア☆ダン（2018年7月13日 - 9月14日、TBS） - 杉原正道 役
- チャンネルはそのまま!（2019年3月18日 - 22日、HTB） - 平田京太郎 役
- ヴィレヴァン! ―名古屋が生んだ奇跡のギリギリな物語―（2019年5月13日 - 6月25日、メ〜テレ） - 山本昌男 役[23]
  - ヴィレヴァン！2 〜七人のお侍編〜（2020年10月27日〈26日深夜〉 - 12月1日〈11月30日深夜〉）[24]
- 俺の話は長い（2019年10月12日 - 12月14日、日本テレビ） - 薗田拓斗 役
- 知らなくていいコト（2020年1月8日 - 3月11日、日本テレビ） - 東山秀則 役
- 浦安鉄筋家族（2020年4月11日 - 9月26日、テレビ東京） - 大沢木晴郎 役[25]
- 女子グルメバーガー部 第7話（2020年8月22日、テレビ東京） - 片寄 役
- 極主夫道（2020年10月11日 - 12月13日、読売テレビ・日本テレビ） - 三宅亮 役[26]
- 連続テレビ小説 エール（2020年、NHK総合） - 城畑医師 役
- あのコの夢を見たんです。 第7話（2020年11月14日、テレビ東京） - 枡居 役
- 恋する母たち 第7話 - 最終話（2020年12月4日 - 18日、TBS） - 橋本完 役
- ウチの娘は、彼氏が出来ない!! 第4話（2021年2月3日、日本テレビ） - 筧浩志 役
- 彼女はキレイだった（2021年7月6日 - 9月14日、関西テレビ・フジテレビ） - 宮城文太 役[27]
- この初恋はフィクションです 第21話 - 第23話（2021年11月16日 - 11月18日、TBS） - 辻堂基樹 役[28]
- おしゃ家ソムリエおしゃ子!2 第6話（2021年8月20日、テレビ東京） - 相武独太 役
- 婚活探偵 第2話（2022年1月15日、BSテレ東） - 二階堂光彦 役[29]
- しもべえ 第5話（2022年2月25日、NHK総合） - オクトパス原田（写真） 役
- モトカレ←リトライ（2022年4月7日 - 5月26日、テレビ神奈川 他） - 四月一日教授 役[30]
- 全っっっっっ然知らない街を歩いてみたものの Season2 最終話（2022年4月11日、フジテレビ）[31]
- 俺の可愛いはもうすぐ消費期限!? 第1話・第6話（2022年4月16日、テレビ朝日） - 花盛裕司 役[32]
- 妖怪シェアハウス-帰ってきたん怪- 第6話（2022年5月14日、テレビ朝日） - 狸 役[33]
- 探偵が早すぎる～春のトリック返し祭り～ 第8話（2022年6月2日、読売テレビ・日本テレビ系）
- WOWOWオリジナルドラマ 椅子 第7話「人間達の声がする」（2022年7月8日、WOWOW）[34]
- 魔法のリノベ（2022年7月18日 - 9月19日、関西テレビ・フジテレビ） - 越後寿太郎 役[35]
- ボーイフレンド降臨!（2022年10月15日 - 12月17日、テレビ朝日） - 白鳥陽大 役[36]
- 相棒 Season21 第11話（2023年1月1日） - 出口義隆（猪鹿蝶助） 役
- ワタシってサバサバしてるから（2023年1月9日 - 2月9日、NHK総合） - 米沢周一 役[37]
- しょうもない僕らの恋愛論（2023年1月19日 - 3月23日、読売テレビ・日本テレビ） - 船村 役[38]
- 大奥「5代・徳川綱吉×右衛門佐 編」（2023年2月7日 - 21日、NHK総合） - 鷹司信平 役[39]
- 自由な女神 -バックステージ・イン・ニューヨーク-（2023年3月4日 - 26日、フジテレビ） - 五百旗頭純 役 [40]
- おとなりに銀河（2023年4月3日 - 5月25日、NHK総合） - 護国正弘 役[41]
- ケイジとケンジ、時々ハンジ。（2023年4月13日 - 6月8日、テレビ朝日） - 狛江稔 役
- 藤子・F・不二雄 SF短編ドラマ『昨日のおれは今日の敵』（2023年4月23日、BSプレミアム・NHK BS4K） - 新婚夫 役
- クライムファミリー 第3話（2023年4月26日、フジテレビ）
- CODE-願いの代償- 第7話（2023年8月13日、読売テレビ・日本テレビ） - 塚本 役[42]
- 家政夫のミタゾノ 第6シリーズ 第1話（2023年10月10日、テレビ朝日） - 前田則之 役[43][44]
- うちの弁護士は手がかかる（2023年10月13日 - 12月22日、フジテレビ） - コーヒーショップの店長 役[45]
- 今日からヒットマン（2023年10月27日 - 12月15日、テレビ朝日） - キノコ頭 役[46]
- 大河ドラマ 光る君へ（2024年1月7日 - 12月15日、NHK） - 百舌彦 役[47]
- 大奥（2024年1月18日 - 3月28日、フジテレビ） - 猿吉 役[48]
- おいハンサム!!2 第2話（2024年4月13日、東海テレビ・フジテレビ） - 重松 役[49]
- ソロ活女子のススメ4 第5話（2024年5月2日、テレビ東京） - 遊園地の妖精 役[50]
- イップス 第9話（2024年6月7日、フジテレビ） - 須藤健吾 役[51]
- スカイキャッスル（2024年7月25日 - 9月26日、テレビ朝日） - 夏目龍太郎 役[52]
- モンスター 第2話（2024年10月21日、関西テレビ・フジテレビ系） - 寺田晃司 役[53]
- 無能の鷹 第3話（2024年10月25日、テレビ朝日） - 服井繁 役[54]
- 問題物件（2025年1月15日 - 3月26日、フジテレビ） - 片山芳光 役[55]
- 花のれん（2025年3月8日、テレビ朝日） - 織京 役[56]
- 明日、輝く（2025年3月17日、NHK総合） - 沖悠太 役[57]
- 19番目のカルテ（2025年7月13日 - 、TBS） - 平手秀 役[58]

### 配信ドラマ
- Toshio-free-Wi-Fi（2024年12月2日 - 、YouTube） - 謎の骨屋 役[59]
- 笑ゥせぇるすまん #11「ホワイト上司」（2025年8月1日、Amazon Prime Video）[60][61]

### テレビアニメ
- 四畳半神話大系(ヨーロッパ企画関連)（2010年、ノイタミナ）3話 バードマン部 部長役
- 生放送アニメ 直感×アルゴリズム♪（2017年 Webアニメ）7話実写パート Wang役
- 便利屋斎藤さん、異世界に行く（2023年）モンプイ役[62]
- おじゃる丸（2024年） -   百舌彦 役

### 劇場アニメ
- 犬王（2022年、劇場アニメ）覚一役[63]

### Webアニメ
- 四畳半タイムマシンブルース（2022年 Webアニメ）田村くん役[64]

### ゲーム
- ツッコマニア

### テレビ番組
- 銀河銭湯パンタくん(ヨーロッパ企画関連)（2013年4月 - 、パンキチ（声）、NHK Eテレ）
- おはなしのくにクラシック（「宇治拾遺物語わらしべ長者」、NHK Eテレ）
- デザインあ（「シンプルマーク」、NHK Eテレ）
- ことばドリル(ヨーロッパ企画関連)（2014年4月 - 小説家コント「ホンダへんしゅうしゃ」役、レストランコントの客役、探検隊コント「ホンダたいいん」役、宇宙飛行士コント「ホンダうちゅうひこうし」役、「サカイ研究所」コント「ホンダきしゃ」役など。NHK Eテレ）

### ラジオ
- FMシアター　オトンの焼きそば（2021年11月6日、NHK-FM） - 主演・誠 役[65]